# Волынкина, Татьяна Николаевна
Татьяна Николаевна Волынкина (урожд. Штырёва) (укр. Тетяна Миколаївна Штирева-Волинкіна; 1954—2008) — советская прыгунья в воду.

## Карьера
Тренировалась у А. А. Ткаченко во львовском «Динамо». Была двукратной чемпионкой (1969, 1972), а также серебряной (1972, 1974, 1975) и бронзовой (1973, 1974, 1975) призёркой чемпионатов СССР по прыжкам в воду.
Серебряный призёр чемпионата мира 1975 года в прыжках с 3-метрового трамплина.
Принимала участие на ОИ-1972 и ОИ-1976.
Скончалась в 2008 году на 54-м году жизни.